# Бродосавце
Бродосавце (на албански: Brodosanë, Bresanë, на сръбски: Бродосавце) е село в община Драгаш, Призренски окръг, Косово. Населението възлиза на 2839 жители според преброяването от 2011 г.

## География
Бродосавце се намира в географския район Ополе, който през 2000 година е обединен административно с Гора в единната община Драгаш. Селото се намира на около 12 километра североизточно от Драгаш и на около 15 километра южно от град Призрен.

## История
Според Стефан Младенов в 1916 година Бродосовце е албанско село.
Преброяването от 2011 година регистрира всичките 2839 жители като албанци.